# Mario Pedraza
Pour les articles homonymes, voir Pedraza.
Mario Pedraza Abreu, né le 18 juillet 1973 à Cruces, dans la province de Cienfuegos, est un footballeur cubain qui évoluait au poste de défenseur.

## Biographie

### Carrière en club
Surnommé Mario Potro (« le Poulain ») Pedraza, il est l'un des joueurs emblématiques du FC Cienfuegos, club de sa province natale, avec lequel il est sacré champion de Cuba deux fois consécutivement lors des saisons 2007-08 et 2008-09 avant de tirer sa révérence en 2010.
Préalablement, en 1999, il avait été prêté au Bonner SC, club de 4e division allemande.

### Carrière en équipe nationale
International cubain de 1995 à 2005, Mario Pedraza participe aux éliminatoires des Coupes du monde de 1998, 2002 et 2006 en disputant un total de 16 matchs (un but marqué).
Retenu dans le groupe des convoqués à la Gold Cup 1998, aux États-Unis, il ne prend part à aucune rencontre. En revanche, quatre ans plus tard, à l'occasion de la Gold Cup 2002, il est titulaire lors du match face au pays hôte, disputé le 21 janvier 2002, à Pasadena (défaite 0-1).
Enfin, au niveau régional, il est deux fois vice-champion de la Coupe caribéenne des nations en 1999 et 2005, année de sa retraite internationale.

#### Buts en sélection
| Buts en sélection de Mario Pedraza | Buts en sélection de Mario Pedraza | Buts en sélection de Mario Pedraza                         | Buts en sélection de Mario Pedraza | Buts en sélection de Mario Pedraza | Buts en sélection de Mario Pedraza | Buts en sélection de Mario Pedraza |
|                                    | Date                               | Lieu                                                       | Adversaire                         | Score                              | Résultat                           | Compétition                        |
| ---------------------------------- | ---------------------------------- | ---------------------------------------------------------- | ---------------------------------- | ---------------------------------- | ---------------------------------- | ---------------------------------- |
| 1.                                 | 10 juin 1996                       | Hasely Crawford Stadium, Port of Spain (Trinité-et-Tobago) | Haïti                              | 2-0                                | 6-1                                | QCM 1998                           |
| 2.                                 | 9 mars 2000                        | ?, La Havane (Cuba)                                        | Nicaragua                          | 3-0                                | 4-0                                | Amical                             |

## Palmarès

### En club
- FC Cienfuegos
  - Champion de Cuba en 2007-08 et 2008-09.
  - Vice-champion en 1996.

### En équipe nationale
- Cuba
  - Finaliste de la Coupe caribéenne des nations en 1999 et 2005.